# Anne Queffélec
Anne Queffélec (París, 17 de enero de 1948) es una pianista clásica francesa.

## Biografía
Anne Queffélec estudió en el Cours Hattemer, un colegio privado. Empezó a tocar el piano a la edad de cinco años. En 1964 se matricula en el Conservatorio de París. Ganó el primer premio de piano en 1965 y el primer premio de música de cámara en 1966. Continuó su educación con Paul Badura-Skoda, Jörg Demus y Alfred Brendel. Ganó el primer premio en la competición de Múnich en 1968 y el prestigioso Concurso Internacional de Leeds en 1969. 
No es sólo famosa como concertista de piano, sino también por la música de cámara que toca en cooperación con artistas como Catherine Collard, Pierre Amoyal, Fréderic Lodéon e Imogen Cooper.
Toca bajo la dirección de grandes directores y con prestigiosas orquestas: la Sinfónica de Londres, la Filarmónica de Londres, la Philharmonia de Londres, la Sinfónica de la BBC, la Academy of Saint Martin in the Fields, la Tonhalle de Zúrich, la Orquesta de Cámara de Polonia, la de Lausana, la NHK de Tokyo, el Kanazawa Ensemble, la Filarmónica de Hong Kong, la Nacional de Francia, la Filarmónica de Radio France, Estrasburgo, Lille, la Filarmónica de Praga o la Kremerata Baltica.
Tocó en la banda sonora de Amadeus, bajo la dirección de Neville Marriner. Tocó las sonatas de piano completas de Mozart en vivo, difundidas por France Musique, en el festival de La Roque-d'Anthéron de 2003. Participa en diversos festivales como los Proms del Albert Hall en Londres y los Festivales de Bath, Swansea, King's Lynn y Cheltenham.
“Una técnica impecable, una pulsación natural, poesía al borde de los dedos, encanto, elegancia...” así describe Le Figaro su forma de tocar.
En 1990 recibe la Victoire a la « Meilleure interprète de musique classique ». En 2007 es miembro del jurado del Concurso musical internacional Reina Elisabeth de Bélgica (lo es de nuevo en 2010 et 2013). En 2013 su disco Satie et compagnie es recompensado con un Diapason d’Or.
Es la hija de Henri Queffélec y hermana de Yann Queffélec, ambos escritores destacados.

## Discografía

### Álbumes
- 1988: Erik Satie
- 1995: Scarlatti: 13 Sonatas
- 1996: Dutilleux: Obras para Piano
- 1998: Ravel: Obras para Piano
- 1999: Schubert: Sonata D. 894; Fantasía D. 940; Sonata D. 959; Cuatro Impromtus D.899
- 2000: Schubert: Obras para Piano a Cuatro Manos
- 2000: Satie: Obras para Piano Solo y a Cuatro Manos
- 2001: Ravel: Conciertos de Piano; Debussy: Fantasía para Piano y Orquesta
- 2001: Schubert: Obras para Piano para Cuatro Manos
- 2002: Serenity: Satie
- 2004: Beethoven: Para Elisa
- 2004: Satie, Ravel: Obras para Piano
- 2004: Satie: Gnossiennes; Gymnopédies; Obras para Piano
- 2006: Haendel: Suites HWV430, 431, 433 & 436
- 2006: Satie: 3 Gymnopédies; 6 Gnossiennes
- 2008: Satie: Gymnopédies; Gnossiennes; Deportes y Diversiones
- 2009: Johann Sebastian Bach: Contemplación
- 2009: Schubert: Obras para Piano a Cuatro Manos
- 2013: Satie & Compagnie
- 2014: Ombre et lumière D. Scarlatti 18 sonatas para teclado (Mirare MIR 265)